# Membracis fenestrina
Membracis fenestrina är en insektsart som beskrevs av Heinrich Christian Friedrich Schumacher. Membracis fenestrina ingår i släktet Membracis och familjen hornstritar. Inga underarter finns listade i Catalogue of Life.